# Parafia Świętej Trójcy w Lipsku
Parafia rzymskokatolicka pw. Świętej Trójcy w Lipsku – Jedna z 10 parafii dekanatu lipskiego.

## Historia
Lipsko to miasto lokowane w drugiej połowie XVI w. przez Mikołaja Oleśnickiego, co potwierdził Zygmunt Stary lub w 1613. W tym czasie stanowiło własność Krępskich, Wolskich, Gostomskich, w XVII w. Oleśnickich i Denhoffów, a w XVIII w. Sanguszków i Kochanowskich. W 1868 utraciło prawa miejskie, a odzyskało je w PRL. Zbór ewangelicki, dzięki protekcji Oleśnickich, istniał w drugiej połowie XVI w., zaś w 1596 został przekazany katolikom. Parafia erygowana w 1606. Kościół pw. Świętej Trójcy został zbudowany na miejscu dawnego drewnianego zboru kalwińskiego w 1614, z fundacji kasztelana radomskiego Mikołaja Oleśnickiego i Zofii z Lubomirskich, jego żony - po przejściu z kalwinizmu na katolicyzm. Konsekrowany został w 1686, a przekształcony w 1844 według projektu Henryka Marconiego. Podczas pożaru w 1857 został zniszczony. Wieża, zwieńczona kopułą pokrytą blachą miedzianą, zniszczona została w 1945, a odbudowana w 1956 i przekształcona na dzwonnicę. W latach 1977–1979 świątynia była restaurowana staraniem ks. Stanisława Słyka. Kościół jest budowlą jednonawową, orientowaną, wzniesioną z kamienia wapiennego.

## Proboszczowie
- 1916 – 1919 – ks. Stanisław Piekarski
- 1919 – 1930 – ks. Józef Wieczorek
- 1930 – 1936 – ks. Kazimierz Wiechecki
- 1936 – 1943 – ks. Jan Wróblewski
- 1943 – 1949 – ks. Wacław Siwiec
- 1949 – 1954 – ks. Antoni Szewczyk
- 1954 – 1960 – ks. Stanisław Żak
- 1960 – 1969 – ks. Władysław Michałkowski
- 1969 – 1976 – ks. Zygmunt Wroński
- 1976 – 1993 – ks. Stanisław Słyk
- 1993 – 1998 – ks. Edward Warchoł
- 1998 – 2013 – ks. kan. Eugeniusz Frączyk
- 2013 –2025 - ks. kan. Henryk Jagieło
- 2025- nadal - ks. Andrzej Gozdur[1]

## Terytorium
- Do parafii należą: Babilon, Daniszów, Drezno, Dąbrówka Lipska, Gołębiów, Gruszczyn, Jelonek, Katarzynów, Lipa-Miklas, Lipsko, Poręba, Szymanów, Śląsko, Tomaszówka, Walentynów, Wola Solecka Druga[2].